# Deutsche Meisterschaften im Biathlon 1993
Die Internationalen Deutschen Meisterschaften im Biathlon 1993 wurden im Februar 1993 in Bayerisch Eisenstein ausgetragen.
Die Veranstaltung, die vom SC Neuastenberg-Langewiese 1908 e. V. ausgerichtet wurde, musste infolge Schneemangels im Bayerischen Wald ausgetragen werden. Hier leistete der SV Bayrisch-Eisenstein Unterstützung. Bei den Meisterschaftswettkämpfen kam es zu folgenden Endresultaten.

## Frauen

### Sprint 7,5 km
| Platz | Name           | Ort            | Zeit / Fehler |
| ----- | -------------- | -------------- | ------------- |
| 1     | Sylke Humanik  | Oberwiesenthal | 30:41,6/3     |
| 2     | Antje Misersky | Oberhof        | 30:41,7/2     |
| 3     |                |                |               |

Datum: ??. Februar

### Einzel 15 km
| Platz | Name                                | Ort        | Zeit / Fehler |
| ----- | ----------------------------------- | ---------- | ------------- |
| 1     | Irena Novotna                       | Tschechien | 1:01,15/4     |
| 2     | Ilka Schneider (Deutsche Meisterin) | Altenberg  | 1:04,08/6     |
| 3     |                                     |            |               |

Datum: ??. Februar

### 3 × 7,5 km Staffel
| Platz | Verband | Sportler                                      | Zeit / Strafrunden |
| ----- | ------- | --------------------------------------------- | ------------------ |
| 1     | Sachsen | Ilka Schneider Susan Heinrichs Sylke Hummanik | 1:44:36,2 h        |
| 2     |         |                                               |                    |
| 3     |         |                                               |                    |

Datum: ??. Februar

## Männer

### Sprint 10 km
| Platz | Name           | Ort        | Zeit / Fehler |
| ----- | -------------- | ---------- | ------------- |
| 1     | Jens Steinigen | Ruhpolding | 30:45,2/0     |
| 2     | Mark Kirchner  | Oberhof    | 30:53,1/1     |
| 3     |                |            |               |

Datum: ??. Februar

### Einzel 20 km
| Platz | Name              | Ort        | Zeit / Fehler |
| ----- | ----------------- | ---------- | ------------- |
| 1     | Holger Schönthier | Ruhpolding | 1:00,11 h/2   |
| 2     | Arne Kluge        | Ruhpolding | 1:00,2 h/4    |
| 3     |                   |            |               |

Datum: ??. Februar

### 4 × 10 km Staffel
| Platz | Verband   | Sportler                                        | Zeit / Strafrunden |
| ----- | --------- | ----------------------------------------------- | ------------------ |
| 1     | Thüringen | René König Marko Danz Sven Fischer Steffen Hoos | 1:54:21,0 h        |
| 2     |           |                                                 |                    |
| 3     |           |                                                 |                    |

Datum: ??. Februar